# Galerida
Galerida es un género de aves paseriformes de la familia Alaudidae que incluye a seis  especies de las comúnmente llamadas cogujadas.

## Especies
- Galerida cristata - cogujada común;
- Galerida theklae - cogujada montesina;
- Galerida malabarica - cogujada malabar;
- Galerida modesta - cogujada modesta;
- Galerida deva - cogujada de Deva;
- Galerida magnirostris - cogujada picogorda.